# The Last Poets
The Last Poets är en grupp av musiker och poeter som bildades under den afrikanska medborgarrättsrörelsen i East Harlem, New York, 1968. De var en av de första influenserna till vad som senare skulle komma att kallas hiphop.